# Ходжиабад – Андижан – Фергана
Ходжиабад — Андижан — Фергана — газопровід на сході Узбекистану.
У 1957-му для видачі ресурсу газу з нафтогазового родовища Ходжиабад ввели в дію трубопровід Ходжиабад — Андижан — Фергана довжиною 81 км. Є відомості, що його першу ділянка до відгалуження на місто Асака виконали в діаметрі 500 мм, тоді як наступний відтинок до Фергани отримав труби діаметром 320 мм. У Фергані великим споживачем блакитного палива могла бути Ферганська ТЕЦ, до якої невдовзі приєднались нафтопереробний завод та завод азотних добрив, втім, варто зазначити, що запаси Ходжиабаду були малими, а до Фергани також вивели газопроводи Північний Сох — Фергана (поставки зі ще одного родовища Ферганського басейну) та Хаваст – Фергана (подав ресурс з потужних родовищ центрального Узбекистану).
Щодо подальшого розвитку системи можливо відзначити, що до Андижану вивели газопровід Північний Сох — Наманган — Андижан, а Ходжиабад з'єднали з киргизьким Ошем газопроводом Ходжиабад — Ош завдовжки 62 км та діаметром 350 мм (первісно Ош отримав блакитне паливо з місцевого родовища по трубопроводу Майли-Суу – Джалалабад – Ош, проте запаси цього ресурсу дуже швидко вичерпались).
У другій половині 1990-х Ходжиабад перетворили на підземне сховище газу, що потребувало прокладання 41 км газопроводів у діаметрі 720 мм (частина цієї дистанції припадала на відтинок Ходжиабад — Андижан — Асака).
Є відомості, що в 2013-му завершили будівництво якогось газопроводу на маршруті Фергана — Асака (можливо відзначити, що траса Наманган — Андижан — Фергана на той час була єдиною, яка дозволяла подавати блакитне паливо до Фергани по ділянках, що повністю перебували на території Узбекистану).